# BlackRock

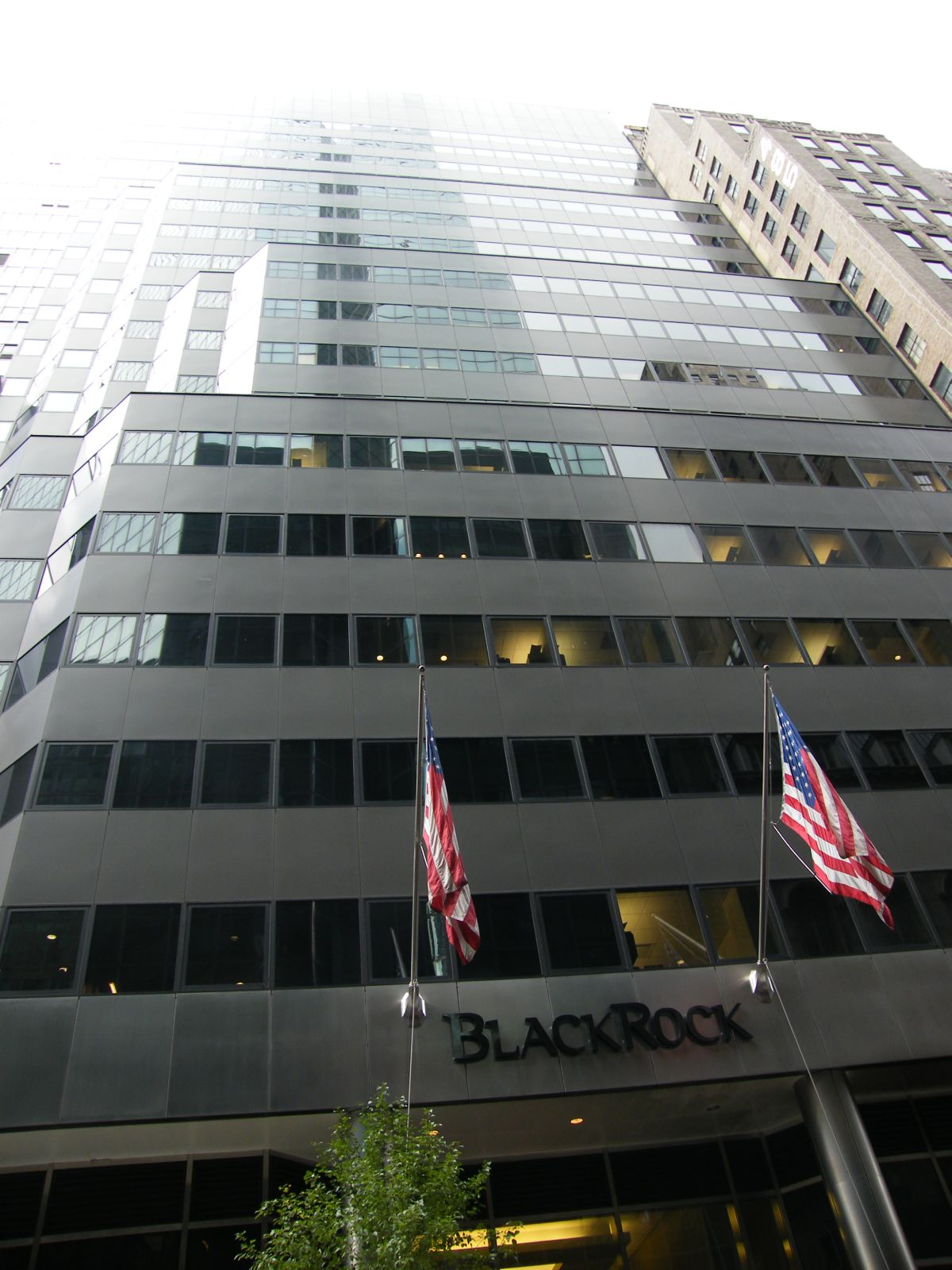
Sede da empresa em Nova York

A BlackRock, Inc  é uma empresa multinacional estadunidense de investimentos. Sediada em Nova York é a maior operadora em gestão de ativos e gestão de riscos e o maior sistema banca sombra do mundo. Suas ações estão listadas na New York Stock Exchange.
Seu maior acionista é (a partir de julho de 2015) PNC Financial Services, com 23,6 %. No 1º trimestre de 2022 administrava US$ 9,57 trilhões em ativos. Oferece uma gama completa de soluções de investimentos e gestão de risco em escala global. A empresa proporciona soluções em investimentos, gestão de risco e aconselhamento a investidores institucionais e individuais em todas as partes do mundo. Representa mais de mil fundos de investimento.
Entre seus clientes são governos, empresas, fundações e milhões de indivíduos que poupam para a aposentadoria, educação dos filhos e uma vida melhor.

## História
A constituição atual da BlackRock foi criada no dia 1 de dezembro de 2009, quando a BlackRock e a Barclays Global Investors (incluindo iShares, líder mundial em ETFs) se uniram para criar uma das maiores gestoras de investimentos do mundo. Tem 74 escritórios em 26 países e está presente em mais de 100 países, possuindo mais de 9.700 colaboradores. Seu site institucional contem 40 sub-sites, em 17 idiomas.
- 1988  Fundação de BlackRock
- 1995  Fusão com PNC Financial Services, convertendo-se em sua gestora de investimentos de renda fixa
- 1996  Assume a responsabilidade dos fundos de investimento de renda variável da PNC
- 1998  Integração dos fundos de renda variável, renda fixa, e demais investimentos sob denominação BlackRock
- 1999  Oferta pública de venda (NYSE:BLK) com PNC como acionista majoritário
- 2000  Lançamento da BlackRock Solutions, serviços de gestão de risco e tecnologia
- 2005  Aquisição da State Street Research and Management e da SSR Realty
- 2006  Fusão com Merrill Lynch Investment Managers
- 2007  Aquisição do negócio dos Fundos de Fundos da Quellos Group
- 2009  Fusão com Barclays Global Investors